# 앨리시아 릭터
앨리시아 릭터(Alicia Rickter, 1972년 9월 21일 ~ )는 미국의 배우, 플레이메이트, 텔레비전 배우, 모델, 영화배우이다.
롱비치에서 태어났다.

## 방송
- SOS 해상 구조대

## 영화
- 화려한 싱글 (2002년) - 로라 역
- SOS 해상 구조대 (1989년)